# Michael Sten Johnsen
Michael Sten Johnsen (født 29. september 1938 i Gentofte, død 11. marts 2022) var en dansk arkitekt, byplanlægger og professor.

## Karriere
Han var søn af fabrikant Harry Edward Johnsen og sekretær Else Margrethe Michaelsen og fik sin uddannelse på Kunstakademiets Arkitektskole under professor Steen Eiler Rasmussen 1958-63. Johnsen var lærer ved Kunstakademiets Arkitektskole fra 1969, var lektor ved samme 1976-94 og var professor ved Arkitektskolen i Aarhus fra 1994.
Johnsen var med i den gruppe, som vandt Statens Byggeforskningsinstituts store konkurrence om tæt-lavt boligbyggeri i 1971, der efterfølgende førte til etablering af tegnestuefællesskabet Tegnestuen Vandkunsten. Han var medindehaver af Tegnestuen Vandkunsten (sammen med Svend Algren, Jens Thomas Arnfred og Steffen Kragh) fra 1970.
Han var medlem af redaktionsudvalget for Arkitekten og Arkitektur 1982-88, af Danske Arkitekters Landsforbunds præmieringsudvalg for smukt byggeri 1986-93, af bestyrelsen for Praktiserende Arkitekters Råd 1990-92, af repræsentantskabet for Statens Kunstfond fra 1993, leder af Danske Arkitekters Landsforbunds bygningskunstudvalg fra 1994 og medlem af Det Særlige Bygningssyn fra august 1995.

## Hæder
Sammen med Tegnestuen Vandkunsten blev Johnsen tildelt Bissens Præmie 1975-76, LO's kulturpris 1981, Eckersberg Medaillen 1982, Træprisen 1983, C.F. Hansen Medaillen 1986, Rudolf Lodders Pris 1988 og Nykredits Arkitekturpris 1990.  I 2009 kom han på finansloven.